# Scatonomus thalassinus
Scatonomus thalassinus là một loài bọ cánh cứng trong họ Bọ hung (Scarabaeidae).